# Mary Ellen Pleasant
Mary Ellen Pleasant (19 de agosto de 1814 ou 1817 - 4 de janeiro de 1904) foi uma empresária e comerciante negra dos Estados Unidos, conhecida como "Senhora Pleasant", apesar de muitos chamarem-na de "Mamãe Pleasant", o que a desagradava. Mary Ellen usou sua fortuna para apoiar o movimento abolicionista. Mary trabalhou na Underground Railroad em muitos estados, ajudando a trazer o sistema de rotas clandestinas para ajudar escravizados a fugir para a Califórnia, durante a Corrida do Ouro. Era amiga e apoiadora do abolicionista John Brown, e muito conhecida nos círculos abolicionistas.
Após a Guerra de Secessão, Mary levou a causa para os tribunais em 1860 e teve grandes vitórias no campo dos direitos civis, o que lhe relegou o título de "A mãe dos direitos humanos da Califórnia".

## Vida pessoal
Sua origem exata é desconhecida, já que Mary sempre foi bastante misteriosa a respeito. Sua data de nascimento é normalmente atribuída como sendo 19 de agosto, mas o ano correto ainda é objeto de discussões. Em sua lápide, no Cemitério de Tulocay, em Napa, Califórnia, consta o ano de 1812, mas diversas fontes colocam o ano como sendo 1814. Em uma de suas memórias, de autoria de uma de suas netas, Charlotte Downs, ela alega ter nascido como escrava, filha de uma sacerdotisa do Vodu da Louisiana e do filho mais novo do governador da Virgínia, James Pleasants. De qualquer forma, ela aparece em Nantucket, Massachusetts, por volta de 1827, com 10 a 13 anos de idade, como empregada de um armazém da família Hussey, família esta que era profundamente envolvida com o movimento abolicionista e onde Mary Ellen conheceu muitos abolicionistas.

## Abolicionista
Com o apoio dos Hussey, Mary normalmente passava por branca. Ela se casou com James Smith, um rico fabricante de farinha e dono de fazenda, que tinha libertado seus escravos e também passava por branco no meio da sociedade. Junto do marido, ela trabalhou para libertar e contrabandear escravos pela Underground Railroad rumo à sua liberdade, até a morte de James, quatro anos depois. O casal transportava trabalhadores escravizados dos estados ao norte, como Ohio, às vezes longe como no Canadá. James lhe deixou dinheiro e instruções para continuar seu trabalho após sua morte.
Sua parceria com John James Pleasants começou em 1848. Embora não existam documentos oficiais atestando seu casamento, é provável que ele tenha sido realizado pelo amigo do casal, Capitão Gardner, amigo de Phoebe Hussey, amiga de Mary Ellen, a bordo de seu barco. Os dois continuaram o trabalho de James Smith por mais alguns anos, quanto eles atraíram a atenção de donos de escravos e foram obrigados a se mudar para Nova Orleans.
Quando Mary Ellen chegou a São Francisco, tomada como branca pela sociedade e usando o sobrenome de seu primeiro marido entre eles, ela começou a trabalhar em estabelecimentos que apenas permitiam homens e brancos. Foi assim que ela conheceu os fundadores da cidade, beneficiando-se das informações que colhia das conversas que ouvia. Junto de um jovem banqueiro, Thomas Bell, do Banco da Califórnia, eles começaram a fazer dinheiro com as dicas que Mary ouvia nos estabelecimentos em que trabalhava.
Thomas enriqueceu com investimentos na indústria do mercúrio e em 1875, eles já acumulavam uma fortuna de 30 milhões de dólares, compartilhada com John James Pleasants, que faleceu em 1877, devido à diabetes, depois de anos trabalhando junto de Mary libertando escravos e nas batalhas judiciais pelos direitos civis. Mary não escondia sua cor diante de outros negros e sua influência lhe permitia arranjar empregos para aqueles trazidos pela Underground Railroad. Alguns acabaram se tornando importantes líderes sociais na cidade.
Entre 1857 e 1859, Mary deixou São Francisco para trabalhar com o abolicionista John Brown e quase foi presa quando John foi detido após o incidente de Harpers Ferry Armory, na Virgínia, o segundo maior arsenal comissionado pelo governo federal no país. Ela retornou à Califórnia após o evento. Após a Guerra de Secessão, Mary publicamente mudou sua designação racial em seus documentos, de branca para negra, causando uma grande discórdia entre os brancos. Assim, ela começou uma longa batalha judicial contra as leis que proibiam negros de andar em bondes entre outros abusos.
Mary Ellen conseguiu processar a companhia de bondes da cidade depois que duas mulheres negras foram impedidas de entrar em um bonde em 1866. O processo foi retirado após a companhia prometer que permitiria a frequência de negros em seus bondes. O segundo processo foi até a Suprema Corte da Califórnia, questionando as leis segregacionistas do estado, levando ao banimento de leis segregacionistas em todos os equipamentos públicos de São Francisco.

## Últimos anos e morte
Em seus últimos anos, sua reputação e sua fortuna foram seriamente abaladas por várias disputas judiciais contra o senador William Sharon, Sarah Althea Hill e a viúva de Thomas Bell. Mary Ellen acabou na pobreza e faleceu em São Francisco, em 4 de janeiro de 1904. Muito amiga de Olive Sherwood, ela acabou sepultada no jazigo da família Sherwood, no Cemitério de Tulocay, em Napa, Califórnia. No túmulo está uma estátua de metal dedicada a ela em 11 de junho de 2011.